# 2016 SP56
2016 SP56 est un objet épars d'un diamètre d'environ 200 km, découvert en 2016. 